# Серые хомячки
Серые хомячки (лат. Cricetulus) — род грызунов семейства хомяковых.

## Внешний вид и строение
Длина тела мелких видов до 12 см, а крупных до 25 см. Мех верхней стороны тела однотонный, цвет от светло-серого до охристо-бурого, с рыжеватым оттенком. Летом могут иметь тёмную полоску вдоль центра спины. Мех нижней стороны тела однотонный, более светлый. Отличаются от мохноногих хомячков более длинной мордой и более маленькими глазами. Их уши немного длиннее, но обычно более скрыты в шерсти, чем у мохноногих хомячков. Мизинец задней лапы укорочен. Коготь на большом пальце передней лапы часто редуцирован (кроме подрода Tscherskia). Подошвы, кроме пятки, покрыты тонкими волосами, не скрывающими мозоли, реже густо опушены, но мозоли всегда присутствуют. Хвост по длине превышает ступню, у некоторых видов он даже длиннее половины туловища, почти голый или покрыт редкими волосами.

## Палеонтологическая история
Ископаемые кости серых хомячков известны с нижнего плиоцена в Европе и Азии. Запад ареала рода сильно уменьшился за период плейстоцена.

## Распространение и места обитания
Обитают в степях и полупустынях гор и равнин Евразии от Балкан, Передней и Малой Азии до Монголии и Китая, Приморского края и Кореи. Встречаются в горах на высоте 4000 м над уровнем моря (Памир); в горах Средней Азии проникают в леса. Один вид живёт в заболоченных речных долинах.

## Серые хомячки и человек
Вредят посевам зерновых, но полёвки и мыши наносят куда больший вред. Являются промежуточными хозяевами паразитов, передающих возбудителей ряда трансмиссивных болезней. Некоторые виды служат в качестве лабораторных животных.

## Виды
- Серый хомячок (Cricetulus migratorius)[1]
- Барабинский, или даурский, хомячок (Cricetulus barabensis)[2]
- Забайкальский хомячок (Cricetulus pseudogriseus), иногда рассматривается в составе Cricetulus barabensis
- Длиннохвостый хомячок (Cricetulus longicaudatus)[3]
- Короткохвостый хомячок (Cricetulus alticola)
- Китайский хомячок[4] (Cricetulus griseus)
- Тибетский хомячок (Cricetulus kamensis), согласно последней ревизии включает в ранге подвидов Cricetulus lama и Cricetulus tibetanus[5]
- Хомячок Соколова (Cricetulus sokolovi)